# Mundopa fasciata
Mundopa fasciata är en insektsart som beskrevs av William Lucas Distant 1906. Mundopa fasciata ingår i släktet Mundopa och familjen kilstritar. Inga underarter finns listade i Catalogue of Life.